# Supercopa Russa de Voleibol Masculino de 2019
A Supercopa Russa de Voleibol Masculino de 2019 foi a 12.ª edição deste torneio organizado pela Federação Russa de Voleibol (em russo:  Всероссийская федерация волейбола, VFV). A competição ocorreu na cidade de Kemerovo e participaram do torneio a equipe campeã do Campeonato Russo de 2018-19 e da Copa da Rússia de 2018.
O Kuzbass Kemerovo se sagrou campeão pela primeira vez da competição ao derrotar o experiente Zenit Kazan por 3 sets a 1.

## Formato da disputa
O torneio foi disputado em partida única, válida pela quinta rodada da Superliga Russa de 2019-20.

## Equipes participantes
| Equipe           | Cidade   | Qualificação                          | Última participação |
| ---------------- | -------- | ------------------------------------- | ------------------- |
| Zenit Kazan      | Cazã     | Campeão da Copa da Rússia de 2018     | 2018                |
| Kuzbass Kemerovo | Kemerovo | Campeão da Superliga Russa de 2018-19 | Estreante           |

## Resultado
| Data  | Hora  |                  | Placar |             | Set 1 | Set 2 | Set 3 | Set 4 | Set 5 | Total | Relatório |
| ----- | ----- | ---------------- | ------ | ----------- | ----- | ----- | ----- | ----- | ----- | ----- | --------- |
| 9 nov | 17:30 | Kuzbass Kemerovo | 3–1    | Zenit Kazan | 21–25 | 25–21 | 25–19 | 25–23 |       | 96–88 | Relatório |

## Premiação
| Supercopa Russa de 2019              |
| ------------------------------------ |
| Kuzbass Kemerovo Campeão (1° título) |